# Rathaus (Stadelschwarzach)

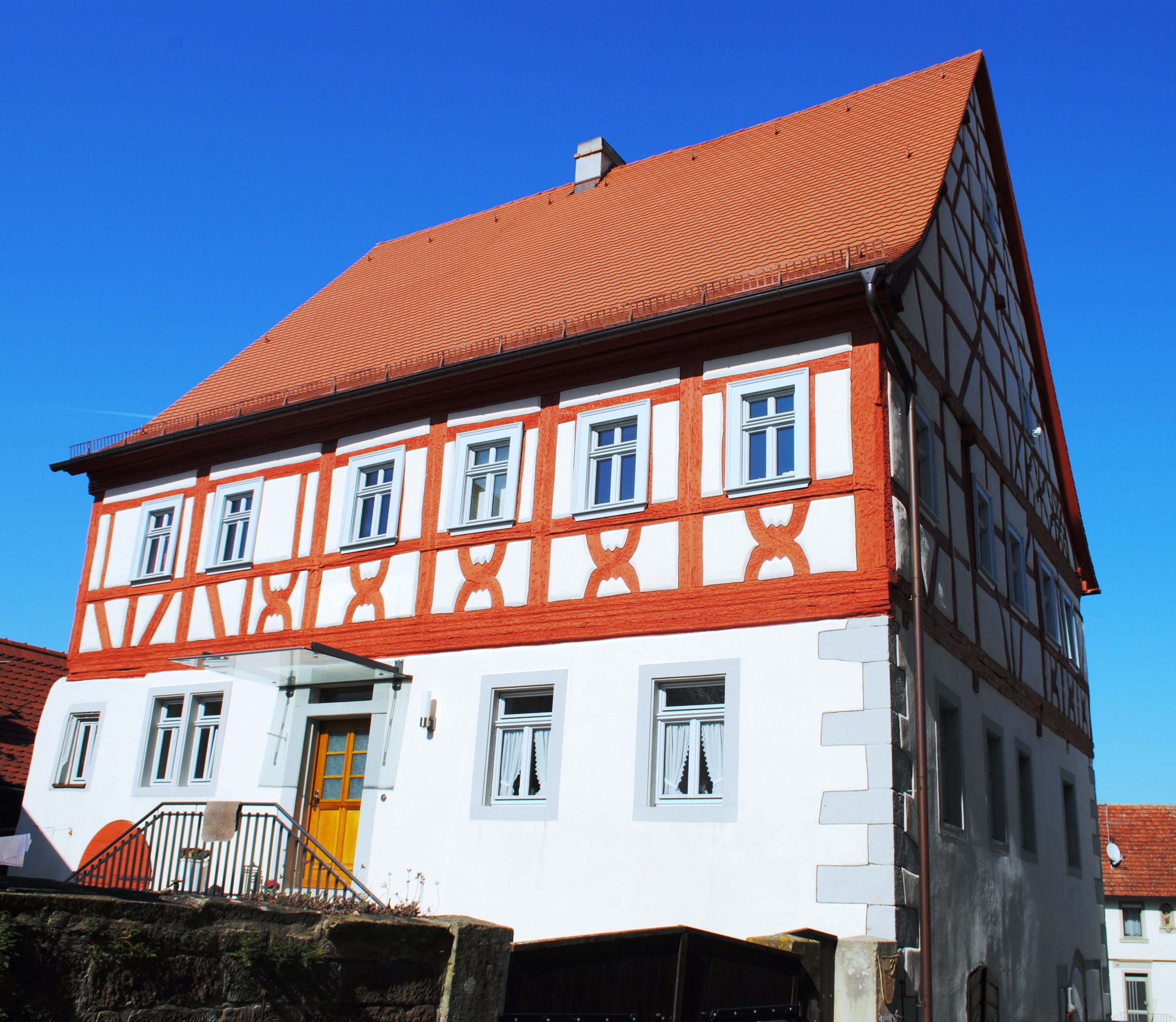
Das ehemalige Rathaus in Stadelschwarzach

Das Rathaus (Adresse Würzburger Straße 32, früher Hausnummer 1) im unterfränkischen Stadelschwarzach ist das ehemalige Verwaltungsgebäude des heutigen Prichsenstädter Gemeindeteils. Das Rathaus ist zugleich der repräsentative Eingang zur ehemaligen Kirchenburg.

## Geschichte
Die Geschichte des Stadelschwarzacher Rathauses ist eng mit der politischen Gemeinde verbunden. Im Spätmittelalter gelangte der Ort endgültig an das Kloster Münsterschwarzach, das bis zu seiner Auflösung im Zuge der Säkularisation zu Beginn des 19. Jahrhunderts die Grundherrschaft über das Dorf innehaben sollte. Im Spätmittelalter begann man auch Stadelschwarzach mit einer Kirchenburg, einer Befestigung des Kirchhofs, auszustatten. Eventuell erhielt in der Folgezeit der Rat der Gemeinde erstmals seinen Sitz im Torhaus der Befestigung.
Über den Vorgängerbau des Rathauses schweigen die Quellen, lediglich Vergleiche zu anderen Anlagen in der näheren Umgebung machen es wahrscheinlich, dass man sich Mönchsondheim anglich. 1604 wurde „ein Keller auf dem Kirchhoff an der Schuel und Radthaus gelegen“, erwähnt. Neben dem Rathaus war im Torhaus auch die Schule untergebracht. Die Kirchenburg wurde in den folgenden Jahren immer wieder umgebaut, die Gemeinde bestand wohl auf den Bau eines repräsentativeren Rathauses.
Der heutige Bau entstand im Jahr 1605 weiterhin als Teil der Kirchenburg um den Kirchhof, nun als nordöstlicher Abschluss der Anlage. Wahrscheinlich wurde ein vorhandener Gaden erweitert und aufgestockt. Im ersten Obergeschoss entstand der Rathaussaal, der als Verwaltungssitz des Münsterschwarzacher Zehntvogtes ausgebaut wurde. Der Zehntvogt war als Administrator des jeweiligen Abtes der Verwalter von Stadelschwarzach. Die zwölf Räte, die die Bevölkerung wählte, konnten ihn lediglich bestätigen.
Zunächst übernahm der Zehntvogt auch die Ämter des Bürgermeisters und des Schreibers in Personalunion. Später war der Schulmeister zugleich der Ortsschreiber. Die Schule wurde ins Hochparterre des Rathauses verlegt. Im 19. Jahrhundert erhielt sie ein eigenes Gebäude am Ortsrand. Die Gemeindeverwaltung war noch in den 1970er Jahren im Haus. Im Zuge der Gemeindereform wurde das Rathaus in ein Wohnhaus umgewandelt. 

## Beschreibung

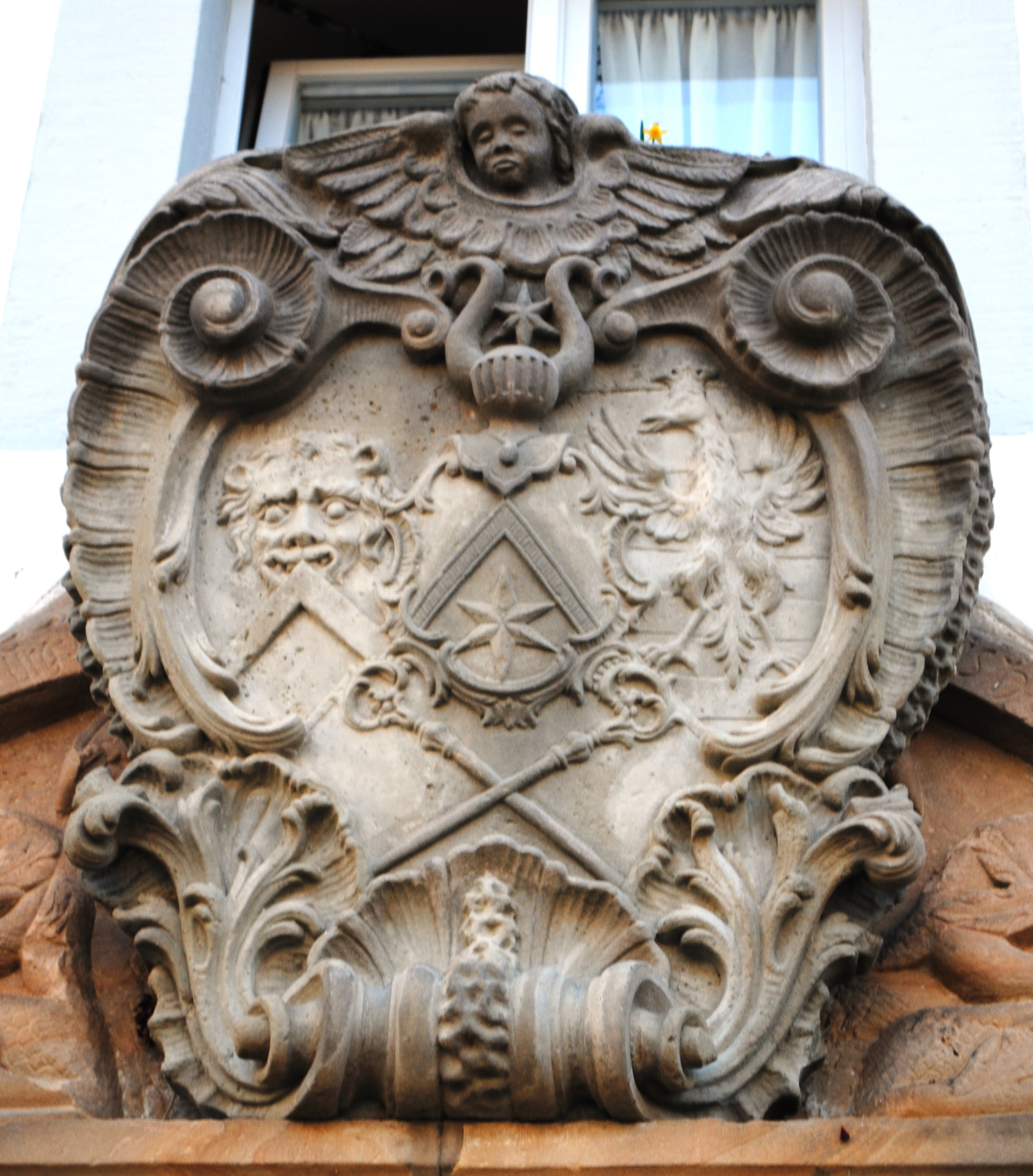
Das später angebrachte Wappen des Dominicus Otto

Das Rathaus ist vom Bayerischen Landesamt für Denkmalpflege als Baudenkmal eingeordnet. Untertägige Reste von Vorgängerbauten sind Bodendenkmäler. Es ist eine Art Doppeldenkmal, weil es sowohl als eigenständiges Gebäude als auch als Teil der Kirchenburg eingetragen ist. Es ist ein dreigeschossiger Satteldachbau mit Fachwerkobergeschoss. In Richtung des Dorfplatzes hat es ein repräsentatives Portal aus der Zeit der Renaissance.
An der Giebelseite ist die ursprüngliche Größe des Baus, der auf einen Gaden zurückgeht, noch erkennbar. Die drei westlichen regelmäßigen Fensterachsen gehören noch zum alten Bestand, von 1605 stammt das Schmuckfachwerk mit Andreaskreuzen. Das Portal an der Traufseite hat einen reich verzierten Aufbau aus rötlichem Sandstein, wie er sich auch am früher erbauten Friedhofsportal von Eichfeld befindet. Auf dem filigranen Aufbau sitzt ein wuchtiger Wappenstein aus dem 18. Jahrhundert als persönliches Zeichen des Münsterschwarzacher Abtes Dominicus Otto.